# Barmas (ort)
Barmas (persiska: برمس) är en ort i Iran.   Den ligger i provinsen Östazarbaijan, i den nordvästra delen av landet, 500 km nordväst om huvudstaden Teheran. Barmas ligger 1 462 meter över havet och antalet invånare är 215.
Terrängen runt Barmas är kuperad åt sydväst, men åt nordost är den platt.Runt Barmas är det ganska glesbefolkat, med 27 invånare per kvadratkilometer. Närmaste större samhälle är Ahar, 13,7 km öster om Barmas. Trakten runt Barmas består i huvudsak av gräsmarker.